# Гранд Хермин
Гранд Хермин је било име брода којим је Жак Картје стигао на Свети Пјер 15. јуна 1535. Сматра се да се овај брод налази на застави Светог Пјера и Микелона (жути брод). 
Брод је изграђен у Француској 1534. године и коришћен је 1535-36 и 1541-42. Био је дуг 78,8 стопа и имао је носивост од 120 тона. Реплика овог брода саграђена је 1967. како би била изложена на Expo-у 67 у Монтреалу. 